# Batracomorphus briareus
Batracomorphus briareus är en insektsart som beskrevs av Knight 1983. Batracomorphus briareus ingår i släktet Batracomorphus och familjen dvärgstritar. Inga underarter finns listade i Catalogue of Life.